# 阿里楚克森 (亞利桑那州)
阿里丘克森（英語：Ali Chukson）是位於美國亞利桑那州皮馬縣的一個人口普查指定地區。根據2010年美國人口普查，該地共人口500人，而該地的面積約為5.36平方千米。

## 地理
阿里丘克森的座標為31°54′41″N 111°48′06″W / 31.91139°N 111.80167°W，而該地最高點為海拔高度786米（即2579英尺）。